# Baía de São Marcos
O Complexo Estuarino de São Marcos, popularmente conhecido como baía de São Marcos é um complexo estuarino brasileiro do estado do Maranhão localizado na região do Golfão Maranhense.

## Características
Possui aproximadamente 100 quilômetros de extensão, sendo a maior baía estuarina do litoral do Nordeste. Tem uma área total de aproximadamente 23.600 km², sendo delimitada a oeste pelo continente, a leste pela ilha de Upaon-açu e, ao sul, pela foz do rio Mearim.
A foz de abertura da baía tem uma largura de 50 km, que se estreita para 15 km em seu trecho central, entre Alcântara e a Ponta de São Marcos, alargando-se novamente até cerca de 25 km antes de chegar à Ilha do Caranguejo e diminuindo para 4 km na foz do rio Mearim.
A profundidade da baía varia consideravelmente, chegando a profundidades máximas de 35 metros na porção norte do canal principal, 50 metros na região inferior do setor norte e a 60 metros no setor sul, e de 25 metros no canal intermediário, tornando-se mais rasa nas áreas próximas às margens. A profundidade média varia entre 17 e 20 metros.
O canal do Boqueirão é um canal natural que separa a ilha do Medo da ilha de Upaon-Açu, onde fica a cidade de São Luís (MA). Conta com pouco mais de 900 metros de largura e de 20 a 30 metros de profundidade.
Recebe o aporte de vários rios, em especial o rio Mearim (o qual recebe os rios Grajaú e Pindaré). O Mearim é conhecido por suas pororocas. Outros rio que deságuam na baía são o Aurá, bem como alguns rios de São Luís, como os rios Anil e Bacanga.
Conecta-se à baía de São José/Arraial através do estreito dos Mosquitos.

## Navegação
Ocorre um intenso fluxo de embarcações na baía. 
Ela é fundamental para a navegação marítima entre a ilha de Upaon-Açu e o oeste do Maranhão, por meio de ferry-boats (Travessia São Luís-Alcântara, entre o Cujupe e a Ponta da Espera), barcos e catamarãs (entre o Cais da Praia Grande e o Porto de Jacaré).
Em suas margens ficam portos importantes como o Porto do Itaqui, Ponta da Madeira, Porto da Alumar e o Cujupe. A profundidade natural dos portos faz com que possam receber navios de até 23 metros de calado.

## Ilhas
Algumas das ilhas da baía de São Marcos são: a
- ilha Upaon-Açu (onde fica a cidade de São Luís),
- ilhas do Medo, Tauá-Mirim, Duas Irmãs, Tauá-Redondo, Guarapirá, das Pombinhas (pertencentes ao município de São Luís)
- Cajual, do Livramento, dos Guarás, das Pacas (pertencentes a Alcântara)
- Seca, Caranguejo, Verde (pertencentes a Cajapió)

## Marés

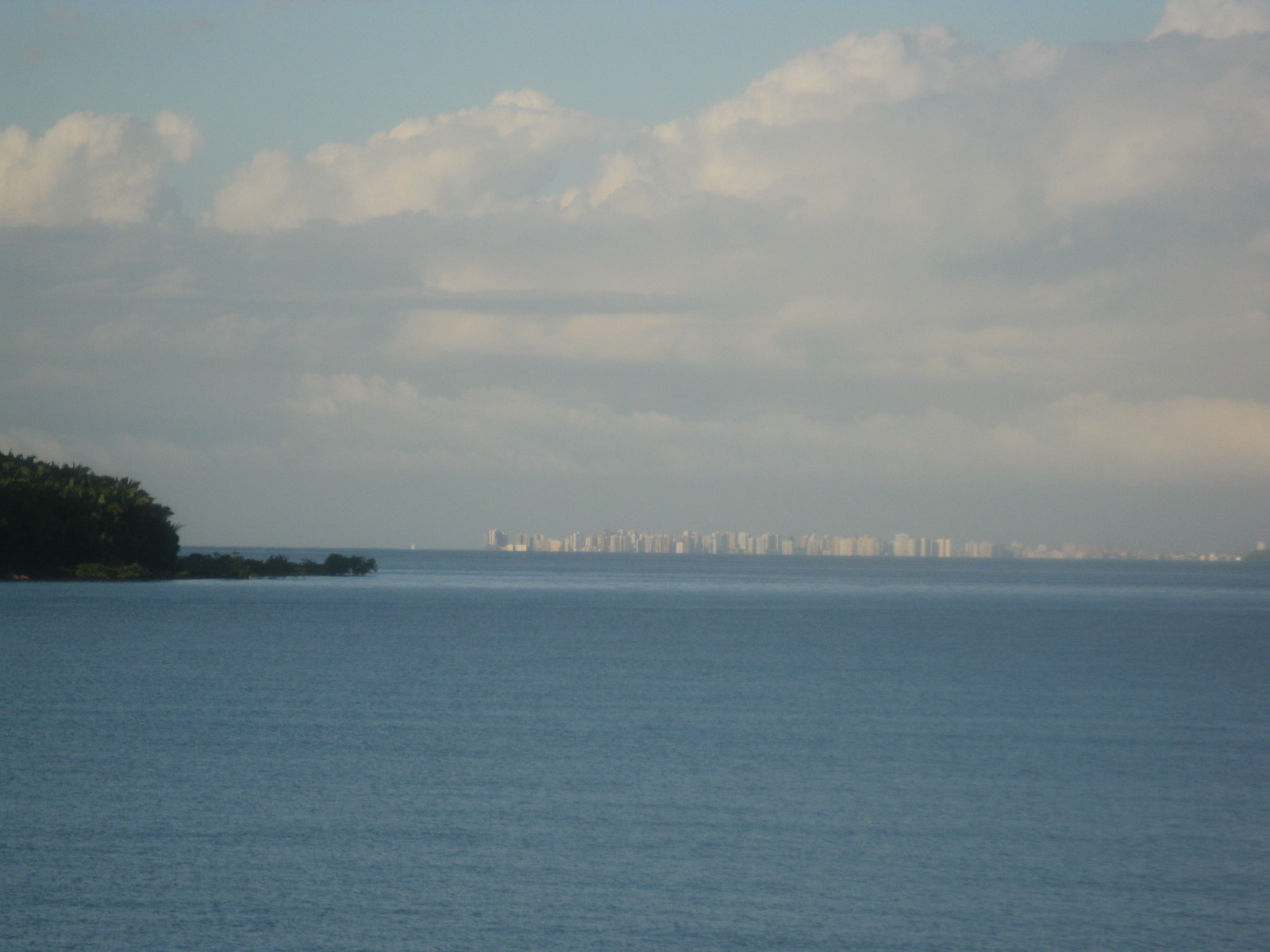
Baía de São Marcos, cidade de São Luís do Maranhão ao fundo.

Destaca-se pela amplitude das marés, que alcançam até 7,2 m nas marés de sizígia. No entanto, em 75% do tempo, a amplitude máxima fica inferior a 5,5 metros.(com média de 4,9 m de amplitude).

## Conservação ambiental
A Área de Proteção Ambiental das Reentrâncias Maranhenses e a Área de Proteção Ambiental da Baixada Maranhense abrangem a Baía de São Marcos.

## Biodiversidade
Diversos estudos já foram feitos para avaliar a biodiversidade da baía, incluindo estudos com espécies de bagres.